# Liste der Nummer-eins-Hits in den Cash Box Charts (1951)
Diese Liste enthält alle Nummer-eins-Hits in den amerikanischen Cash Box Charts im Jahr 1951. Es gab in diesem Jahr 13 Nummer-eins-Singles. Die Charts bezogen sich in dieser Zeit auf die Lieder, nicht auf einzelne Musiker. In der Liste sind die Musiker aufgeführt, die das Lied am meisten bekannt machten.
| Singles |
| --- |
| - Patti Page – Tennessee Waltz - 6 Wochen (30. Dezember 1950 – 9. Februar 1951) - Guy Mitchell – My Heart Cries For You - 3 Wochen (10. Februar – 2. März) - Mario Lanza – Be My Love - 5 Wochen (3. März – 6. April) - Perry Como – If - 2 Wochen (7. April – 20. April) - Patti Page – Mockin' Bird Hill - 4 Wochen (21. April – 18. Mai, insgesamt 5 Wochen) - The Weavers – On Top of Old Smoky - 1 Woche (19. Mai – 25. Mai, insgesamt 2 Wochen) - Patti Page – Mockin' Bird Hill - 1 Woche (26. Mai – 1. Juni, insgesamt 5 Wochen) - The Weavers – On Top of Old Smoky - 1 Woche (2. Juni – 8. Juni, insgesamt 2 Wochen) - Nat King Cole – Too Young - 1 Woche (9. Juni – 15. Juni, insgesamt 7 Wochen) - Les Paul & Mary Ford – How High The Moon - 2 Wochen (16. Juni – 29. Juni) - Nat King Cole – Too Young - 6 Wochen (30. Juni – 10. August, insgesamt 7 Wochen) - Rosemary Clooney – Come On-A My House - 2 Wochen (11. August – 24. August, insgesamt 3 Wochen) - Tony Bennett – Because Of You - 1 Woche (25. August – 30. August, insgesamt 8 Wochen) - Dinah Shore – Sweet Violets - 1 Woche (1. September – 7. September) - Rosemary Clooney – Come On-A My House - 1 Woche (8. September – 14. September, insgesamt 3 Wochen) - Tony Bennett – Because Of You - 7 Wochen (15. September – 2. November, insgesamt 8 Wochen) - Eddy Howard – Sin (It's No Sin) - 6 Wochen (3. November – 14. Dezember, insgesamt 9 Wochen) - Del Wood – Down Yonder - 1 Woche (15. Dezember – 21. Dezember) - Eddy Howard – Sin (It's No Sin) - 3 Wochen (22. Dezember 1951 – 11. Januar 1952, insgesamt 9 Wochen) |